# Замкова печера
Зáмкова — печера в Україні. Розташована у селі Кривче Борщівського району Тернопільської області високо над долиною річки Циганка в руїнах замку XVII століття.
Загальна довжина обстежених ходів — 39 м, висота входу над рівнем річки — 45 м, вузький вхід переходить в об'ємний грот завдовжки 15, завширшки до 2,5 і висотою 1,5 метра.
Розкопки почалися 2003 року. Є припущення, що в давнину між територією замку та підземеллям був зв'язок.